# John Gallagher Jr.

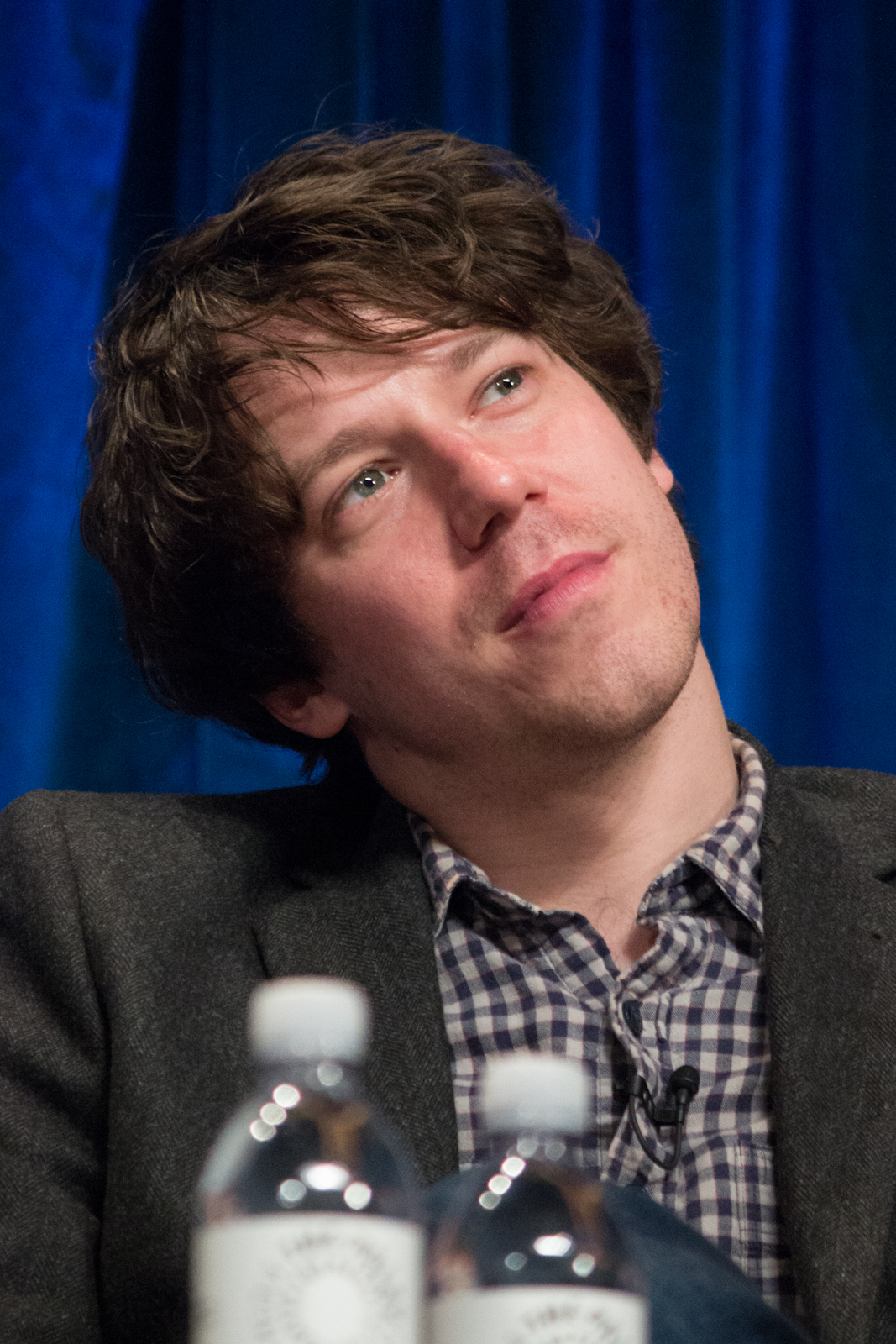
John Gallagher (2013)

John Howard Gallagher Jr. (* 17. Juni 1984 in Wilmington, Delaware) ist ein US-amerikanischer Musiker und Film- und Theaterschauspieler.

## Leben
Seit dem Jahr 2001 war Gallagher in mehr als 20 Film- und Fernsehproduktionen zu sehen. Er bekam 2007 mit dem Musical Spring Awakening den Tony Award als bester Nebendarsteller.

## Filmografie (Auswahl)
- 2003: Pieces of April – Ein Tag mit April Burns (Pieces of April)
- 2009: Whatever Works – Liebe sich wer kann (Whatever Works)
- 2010: Jonah Hex
- 2013: Short Term 12
- 2012–2014: The Newsroom (Fernsehserie, 25 Episoden)
- 2014: Olive Kitteridge
- 2016: 10 Cloverfield Lane
- 2016: Das Belko Experiment (The Belko Experiment)
- 2016: Still (Hush)
- 2018: The Miseducation of Cameron Post
- 2018: Peppermint: Angel of Vengeance (Peppermint)
- 2019: The Best of Enemies
- 2019: Easy (Fernsehserie, Episode 3x04)
- 2020: Underwater – Es ist erwacht (Underwater)
- 2020: Westworld (Fernsehserie)
- 2020: Come Play
- 2022: Gone in the Night
- 2022: Abandoned
- 2023: I.S.S.
- 2023: Which Brings Me to You